# Tucker Torpedo
La Tucker Torpedo è un'automobile progettata nel 1947 da Preston Tucker e prodotta a Chicago nel 1948 in soli 51 esemplari prima della chiusura della Tucker Corporation.

## Il contesto
Subito dopo la Seconda guerra mondiale l'imprenditore Preston Tucker vide l'opportunità di entrare nel mercato dell'automobile. Il governo degli Stati Uniti stava svendendo all'asta fabbriche dismesse della produzione bellica e Tucker rilevò lo stabilimento che era servito alla produzione di motori per le "fortezze volanti", fondando così la Tucker Corporation.

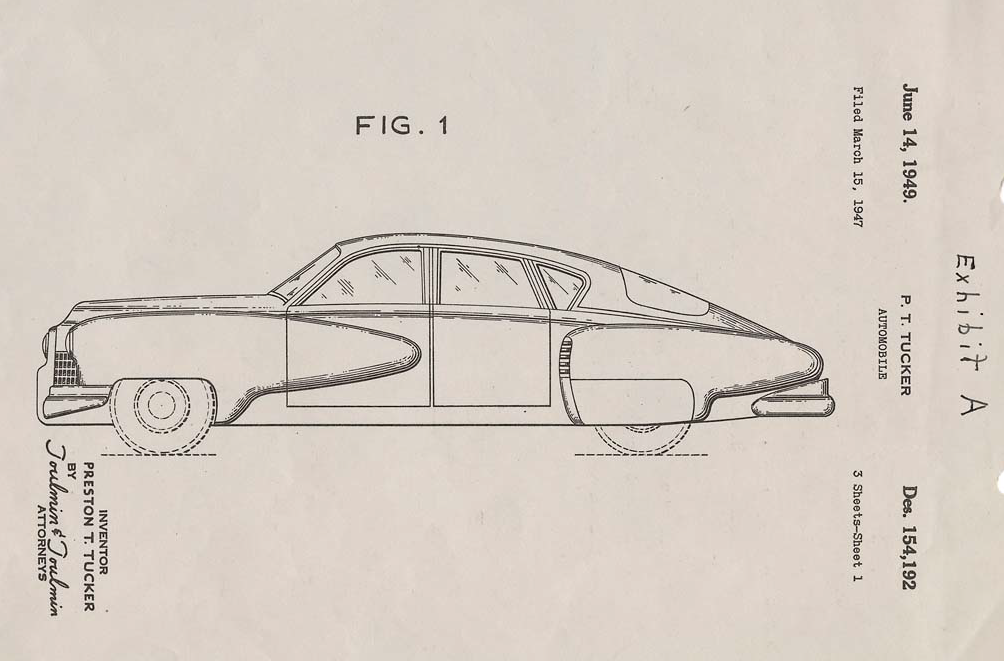
Disegno registrato nel 1947

Per la sua auto Tucker volle un'impostazione decisamente innovativa sia sotto il profilo meccanico, sia estetico, dell'aerodinamica e della sicurezza. Le sue specifiche iniziali prevedevano un motore posteriore trasversale di 9650 cm³ con un regime di rotazione di poco più di 1000 giri per garantire silenziosità e durata, i freni a disco, l'alimentazione ad iniezione e soluzioni per la sicurezza attiva e passiva molto avanzate per l'epoca. Il progetto era ambizioso e gran parte di queste specifiche venne adottata.
Il designer Alexander Sarantos Tremulis, noto fino dagli anni trenta per aver contribuito alla realizzazione di celebri modelli Auburn, Cord e Duesenberg, fu ingaggiato il 24 dicembre 1946 e completò i disegni dell'avveniristica carrozzeria in soli sei giorni. Il 31 dicembre 1946, Tucker approvò il progetto, chiamando la vettura  "Torpedo".
Dopo una grande campagna pubblicitaria il primo prototipo venne presentato il 19 giugno 1947.

## La vettura
La presentazione, al cospetto di migliaia di persone, rischiò di essere disastrosa, il prototipo ebbe all'ultimo minuto problemi alle sospensioni ed al motore e Tucker improvvisò per due ore mentre i suoi tecnici provvedevano alle riparazioni d'emergenza. Infine venne spinta a mano sul palco e accolta dagli applausi; riscuotendo interesse fra il pubblico ma per la versione definitiva si intervenne con importanti e ripetute modifiche.

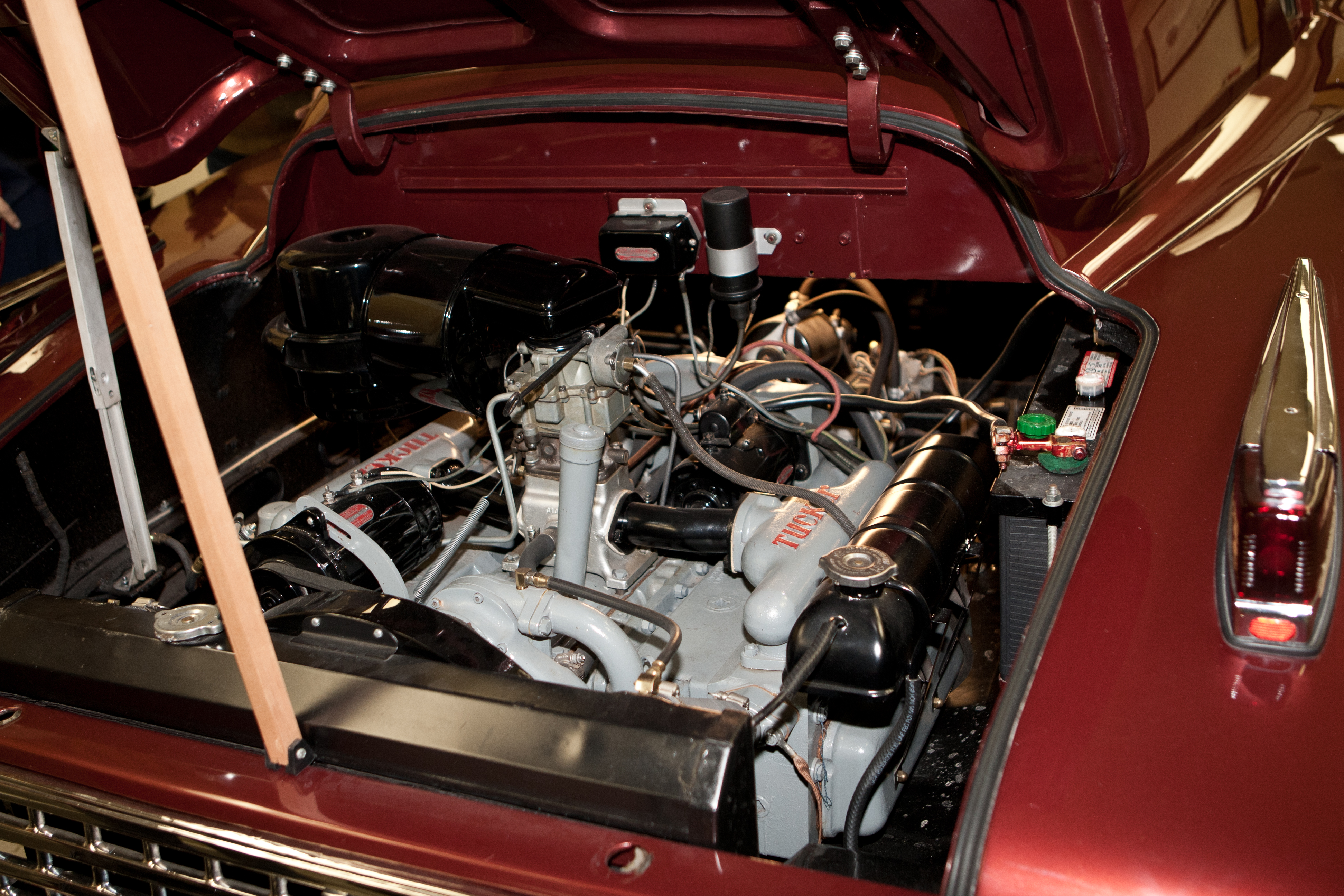
Il motore

Il motore inizialmente scelto da 9650 cm³ non funzionava a dovere e si optò per dei motori di produzione della Franklin Engine Company originariamente destinati agli elicotteri e raffreddati ad aria, modificati dagli ingegneri della Tucker con il raffreddamento ad acqua. Questo 6 cilindri boxer in lega leggera aveva una cilindrata di 5500 cm³ per una potenza di 166 CV mantenendo e superando la promessa di 150 CV di Tucker il quale acquistò la Franklin per garantirsi la fornitura dei motori.
Altro elemento critico era la trasmissione di derivazione Cord; originariamente destinata a motori e trazione anteriori, era mal funzionante sulla "tutto dietro" Tucker ed inoltre difficilmente gestiva i 166 CV del motore. La trasmissione passò così da automatica a manuale, ad un tipo a preselezione a comando elettrico ed infine, derivata dal progetto Dynaflow della Buick, una speciale trasmissione automatica denominata Tuckermatic. Anche sotto questo aspetto i problemi non erano però finiti, infatti ci furono difficoltà di innesto della retromarcia, problema poi risolto, ma la cosa venne ripresa con scherno dalla stampa minando così la reputazione della macchina.

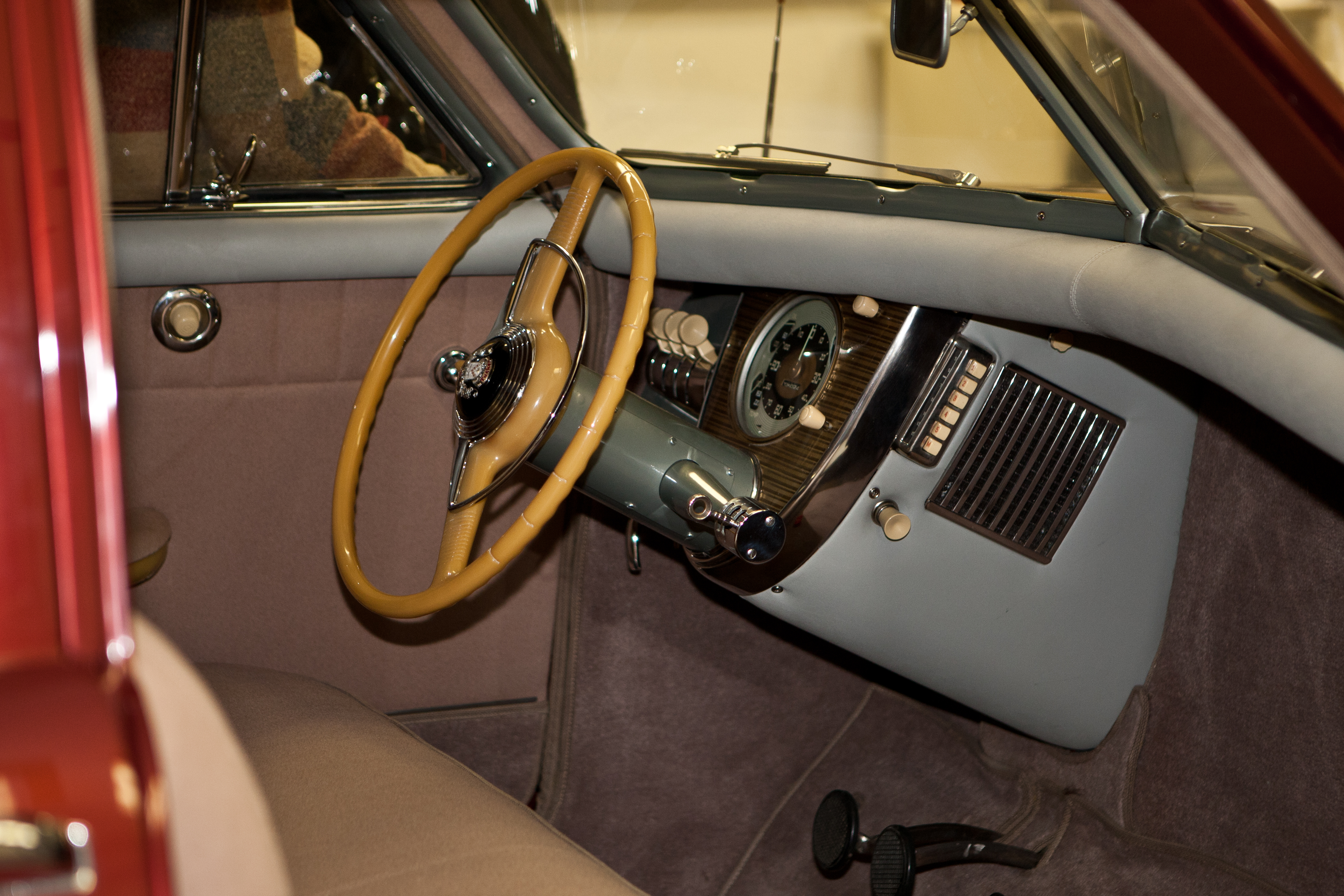
Gli interni

La vettura si presentava con caratteristiche molto avanzate, in particolare nel design aerodinamico, con un rilevante Cx di 0,27 e con innovative soluzioni dedicate al comfort e soprattutto alla sicurezza. Per ottenere una buona aerodinamica la vettura era alta solo 1524 mm (60") ma per facilitare l'accesso le portiere avevano l'apertura che continuava fino al tetto, soluzione ripresa solo molto più tardi da altri costruttori. Al posto di guida presentava una plancia con tutti i comandi raccolti intorno al volante ed il cruscotto aveva un abbondante profilo imbottito che continuava lungo le porte. L'ampio parabrezza in due parti era eiettabile in caso di incidente ed erano previste le cinture di sicurezza. Nella carrozzeria erano incorporati tre rollbar rivestiti in gommapiuma, a protezione dell'abitacolo e il piantone dello sterzo era di tipo collassabile. Caratteristico era il faro centrale girevole collegato allo sterzo per illuminare la strada in curva.
La Tucker aveva un passo di 3251 mm (128") e una lunghezza di 5560 mm (219"). Le ampie carreggiate di 1600 mm all'anteriore e 1651 mm al posteriore, la larghezza di due metri del corpo vettura e le sospensioni indipendenti le conferivano un buon controllo di guida e stabilità anche alle alte velocità fino a quella massima (stimata) di 120 mph (circa 193 km/h), considerevoli per una berlina dell'epoca.

## Produzione e conservazione
La vettura venne prodotta in 51 esemplari, la produzione cessò per motivi politici e legali; delle 51 vetture completate 47 sono sopravvissute, compreso il primo prototipo detto "Tin Goose", conservato allo Swigart Antique Auto Museum in Pennsylvania, che è la vettura "numero zero", le altre hanno una numerazione di serie dal n. 1001 al 1050. Inoltre sono state costruite anche la 1051 e la 1052, le quali però non sono considerate tecnicamente appartenenti alla serie originale delle 51 Tucker (50 più la "Tin Goose") in quanto acquistate non finite e completate solo molti anni dopo la fine della produzione.
La valutazione di queste rare automobili è in costante crescita: la vettura con il numero di serie 1043 venduta in un'asta in Arizona nel 2004 per 495.000 dollari è stata poi acquistata nel 2005 per una collezione privata alla cifra di 750.000 dollari, nel 2006 la vettura 1036, malgrado una stima di 700.000 dollari, è stata venduta all'asta per 577.500 dollari, cifre abbondantemente superate nel 2008 con la vettura 1038, battuta all'asta con una stima iniziale tra 500.000 e 600.000 dollari, è stata aggiudicata alla cifra di oltre un milione di dollari e nel 2018 dalla vettura 1046 aggiudicata alla cifra di 1.820.000 dollari.